# جيرا جاريرنسوك
جيرا جاريرنسوك (بالتايلندية: จีระ เจริญสุข)‏ (18 مايو 1985 في تايلاند - ) هو لاعب كرة قدم تايلندي في مركزي الظهير والدفاع. لعب مع نادي تشونبوري وSongkhla United F.C. ‏ وPattaya United F.C. (2008) ‏ وChainat Hornbill F.C. ‏ وبانكوك يونايتد.

## وصلات خارجية
- جيرا جاريرنسوك على موقع قاعدة بيانات كرة القدم.إي يو (الإنجليزية)
- جيرا جاريرنسوك على موقع Soccerway.com (الإنجليزية)